# Анджей Чарнковський (воєвода)
Анджей Чарнковський (пол. Andrzej Czarnkowski, ? — † 1617) — польський шляхтич, військовик, урядник Королівства Польського.

## Життєпис
Найстарший син каштеляна рогузинського, графа на Чарнкуві, Войцеха Чарнковського та його дружини — Барбари з Ґурок, останньої дідички з роду. 1593 року отримав посаду накельського каштеляна. 1598 року був депутатом Коронного трибуналу. Вперше згаданий каліським воєводою 1605 року.

Помер близько 1617 року, був похований у Полайові.
Дружина — графиня на Лабішині Латальська, старостянка тухольська. Діти:
- Зофія — дружина хелмінського каштеляна Станіслава Немоєвського, її донька вийшла за Даниловича
- Барбара — дружина Міхала Дзялинського